# E-Z Rollers
E-Z Rollers est un groupe de drum and bass britannique, originaire de Beccles, Suffolk, en Angleterre, formé en 1995.

## Histoire
Jay Hurren et Alex Banks sont deux DJ du Norfolk qui font du rare groove et du hip-hop au milieu des années 1980 avant de se lancer dans la house music lors de l'explosion de ce genre au Royaume-Uni au début des années 1990. Ils rencontrent le chanteur Kelly Richards lors d'un concert en 1995 et décident de former un groupe. Leur premier album, Dimensions of Sound sort l'année suivante sous le label Moving Shadow. Leur plus grand succès est le single Walk this Land, extrait de leur deuxième album, qui se classe à la 18e place du UK Singles Chart en avril 1999 et figure dans la bande originale du film Arnaques, Crimes et Botanique. Short Change, extrait du même album, figure sur la bande originale du jeu vidéo Grand Theft Auto 2. De même, un extrait du morceau Retro issu de l’album Weekend World de 1998 figure dans les menus du jeu TOCA 2 Touring Cars.

## Discographie

### Albums studio
- 1996 : Dimensions of Sound
- 1998 : Weekend World
- 2002 : Titles of the Unexpected
- 2007 : Conductor